# Fototapeta
Fototapeta – wyrób poligraficzny, rodzaj tapety z nadrukowaną fotografią, zwany również fotografią wielkoformatową.
Współcześnie wykorzystanie wydruków fotograficznych jest popularnym zabiegiem przy aranżacji wnętrz. Fototapety początkowo przedstawiały krajobrazy – fotografie plaży, lazurowego wybrzeża oraz wodospadów itp. Współczesne fototapety przedstawiają dowolne motywy, gdyż rozwój maszyn drukujących umożliwił utrwalanie na papierze wszelkiego rodzaju fotografii cyfrowej. Od erotyki poprzez podwodny świat, panoramy miast, retro, do mrocznych, śmiesznych itd. Mnogość motywów wymusiła konieczność segregowania wzorów na podstawie kategorii, takich jak tematyka, kolorystyka czy miejsce przeznaczenia. Oddzielną kategorię stanowią fototapety 3D, które charakteryzują się wykorzystaniem wysokiej jakości papieru powlekanego i najnowszych technik druku cyfrowego, co pozwala osiągać wierne odwzorowaniem kolorów i kształtów grafiki, nadając im iluzorycznej głębi i przestrzeni.

## Rodzaje
Fototapety możemy podzielić według trzech głównych kryteriów:
1. Rodzaje fototapet ze względu na wykorzystywany materiał bazowy tzw. podłoże drukowe. Podłoże może mieć wykończenie matowe lub satynowe. Unika się materiałów z połyskiem na tak dużych powierzchniach jakich są fototapety ze względu na niepożądane refleks świetlny. 
  - papierowe – obraz nadrukowany jest na specjalnym papierze do fototapet od odpowiedniej gramaturze;
  - flizelinowe – papier powleka się flizeliną (syntetycznymi włóknami poliestrowymi), która podnosi trwałość fototapety, zwiększa jej elastyczność, a także zapewnia izolację cieplną i akustyczną;
  - winylowe – powierzchnia pokryta polichlorkiem winylu (PCW) jest grubsza niż papierowa i bardziej wodoodporna;
  - lateksowe – papier powleczony lateksem nie chłonie wody i jest odporny na ścieranie. Istnieją również fototapety wykonane z naturalnego płótna lub samoprzylepnego tworzywa, a także będące mieszankami wielu materiałów. Papier do fototapety uszlachetnia się w celu poprawienia jego właściwości użytkowych. Rodzaj podłoża wpływa na trwałość oraz jakość odwzorowanej fotografii. Podłoża papierowe są na ogół mniej odporne na wilgoć i przedarcie. Podłoża syntetyczne są trwalsze i bardziej odporne na wodę, ścieranie i inne czynniki zewnętrzne[2].
2. Rodzaje fototapet  ze względu na strukturę materiału:
  - gładkie  - Gładka powierzchnia odbija więcej światła, co sprawia, że kolory wydają się bardziej intensywne a szczegóły wyraźniejsze.
  - strukturalne - powierzchnia imitująca między innymi ziarenka piasku, sploty lnu, drapany tynk, beton, strukturę płótna canvas itd. Kolory na tych powierzchniach są bardziej stonowane a szczegóły mniej wyraźne. Fototapety strukturalne cechują się oryginalnym efektem wizualnym oraz potrafią czasami zamaskować drobne niedoskonałości ściany.
3. Rodzaje fototapet ze względu na technologię zadruku:[3]
  - druk eco-solwentowy  Charakteryzuje się bogatą gamą kolorystyczną oraz niskim kosztem druku. Niestety długotrwały proces wysychania atramentu wiąże się z dłuższym terminem realizacji. Bardzo podatny na uszkodzenia przy przecieraniu i ścieraniu w porównaniu do druku lateksowego i UV-gel. Podczas wysychania uwalniane są szkodliwe związki.
  - druk lateksowyEkologiczny druk i błyskawiczne schnięcie oraz wysoka wytrzymałość to największe walory tej technologii. Pomimo wysokich walorów wytrzymałościowych, druk może zetrzeć się po przecieraniu mokrą szmatką. Wysoka temperatura schnięcia może doprowadzić do obkurczenia się niektórych materiałów co skutkować może niedopasowaniem wzoru przy składaniu brytów.
  - druk UV-gel Technologia posiadająca zalety druku solwentowego i lateksowego jednocześnie nie mająca żadnej ich wady. Ekologiczny druk odporny na szorowanie i zmywanie. Produkcyjna wydajność z zachowaniem bardzo wysokiej jakości. Gwarancja powtarzalności kolorystycznej tych samych mediach.

## Zastosowanie
Sposób naklejania fototapet jest zdeterminowany wyborem materiału, z którego są wykonane. Inaczej kładziemy tapety flizelinowe, które nakładamy na posmarowaną wcześniej klejem ścianę, a inaczej fototapety papierowe, które smaruje się klejem bezpośrednio i nakleja na ścianę po tym, jak nim nasiąkną. Fototapety mogą też zawierać klej aktywowany wodą. W tym przypadku procedura jest taka sama jak w przypadku fototapet papierowych, czyli smaruje się bryt wodą i tak zmoczony nakłada na ścianę. Najszybsze w montażu są fototapety samoprzylepne, ale klejenie ich wymaga już pewnej wprawy. Należy tu zwrócić uwagę, aby ściana pod ten rodzaj materiału była maksymalnie wygładzona. Tapety montowane na klej nie wymagają idealnie gładkich powierzchni. Nowością na rynku są fototapety wielokrotnego użytku. Dzięki kropkom klejowym tworzącym kanały klejowe możliwe jest wielokrotne przyklejanie brytów z jednego miejsca na inny.

## Zdejmowanie fototapet
Obecnie fototapety można łatwo usunąć mocząc je ciepłą wodą. Na rynku dostępne są również specjalne środki, które po zmieszaniu z wodą wspomagają ten proces. Po kilkunastu minutach fototapeta powinna być całkowicie wilgotna i można ją odkleić, nie uszkadzając ściany.